# Chapelle Saint-Landry de Vilvorde
La chapelle Saint-Landry (en néerlandais: Lendrikkapel) est un édifice religieux catholique de style gothique sis au cœur du domaine des Trois Fontaines à Vilvorde en Belgique, Construite à la fin du XVIIe siècle à Ransbeek, un hameau de Neder-Over-Heembeek (Bruxelles), et dédiée à saint Landry de Soignies la chapelle fut démontée et reconstruite dans le domaine des Trois Fontaines à Vilvorde dans les années 1930.

## Histoire

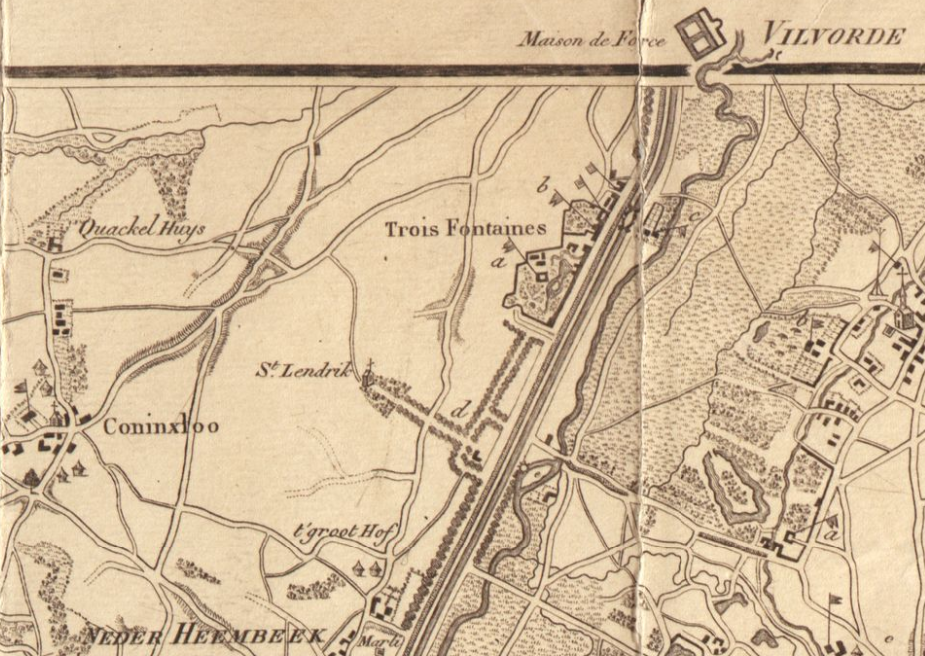
La chapelle sur une carte de Bruxelles et de ses environs, vers 1810, couper autour de Trois Fontaines et de Ransbeek

À l'origine, la chapelle fut construite à Ransbeek, un hameau de Neder-Over-Heembeek (Bruxelles) aujourd'hui disparu. Elle fut construite sous les ordres de Jean de Béjar junior, chanoine, écolâtre et - de 1700 jusqu'à sa mort en 1709 - doyen du Chapitre de Saint-Bavon. Jean de Béjar, jr (25 août 1621 - Gand, le 9 avril 1709), était le fils de Jean de Béjar senior et Anna Butkens, la première dame de Crayenhove et de Ransbeek.
Édifiée À l'origine, près de la source 'de Saint-Landry', à une hauteur au-dessus du canal, la chapelle fut consacrée le 13 octobre 1669. À cet endroit reste, aujourd'hui encore, un petit tas, le St-Lendriksbosje, entre le ring et les terrains industriels.
Lorsque la zone de Ransbeek, au début du XXe siècle fut menacée par la construction d'une gigantesque Cokerie (Cokeries Marly), Daniel Campion, habitant du hameau et membre du conseil communal obtint en 1930-1931 de pouvoir démonter la chapelle pierre de pierre pour la reconstruire dans le domaine de son château des Trois Fontaines où elle se trouve actuellement. La reconstruction eut lieu entre 1933 et 1934.
La chapelle aurait été restaurée en 1978.

## Sentier

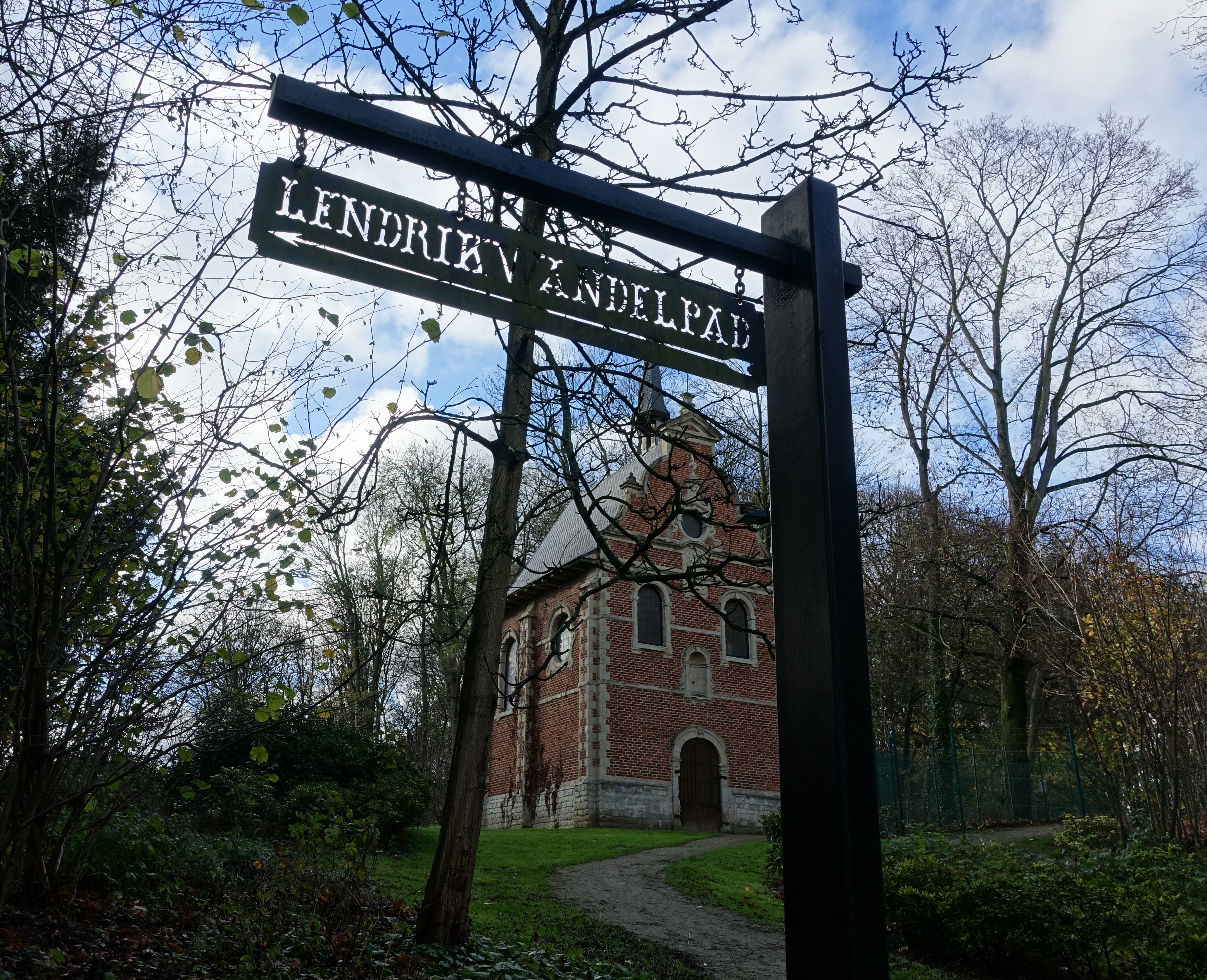
Le sentier Saint-Landry menant à la chapelle (Domaine des Trois Fontaines)

Près de la chapelle se trouve le sentier Saint-Landry qui longe les principaux endroit du domaine des Trois Fontaines.